# Charles de La Bédoyère
Charles Angélique François Huchet de La Bédoyère (ur. 17 kwietnia 1786 w Paryżu, zm. 19 sierpnia 1815 w gminie Vaugirard pod Paryżem) – francuski hrabia, generał, od 26 marca 1815 adiutant Napoleona, zagorzały bonapartysta.
Od 1 maja 1813 pułkownik w 112 regimencie piechoty liniowej, wchodzącym w skład 35 dywizji generała Gérarda w XI korpusie marszałka Macdonalda. Po walkach pod Budziszynem otrzymał godność oficera Legii Honorowej.
Od powrotu Napoleona z Elby i słynnego epizodu na równinie Laffrey przed Grenoble jeden z najbardziej oddanych żołnierzy cesarza. Po klęsce pod Waterloo jako jeden z ostatnich opuścił pole batalii i osobiście eskortował go do Paryża. Po drugiej abdykacji Napoleona oskarżony o zdradę, rebelię i dezercję oraz postawiony przed sądem wojennym. Skazany na śmierć, został rozstrzelany. Pochowany na paryskim cmentarzu Père-Lachaise.